# 枯れオヤジ〜カレセンと呼ばないで〜
『枯れオヤジ〜カレセンと呼ばないで〜』（かれおやじ〜かれせんとよばないで〜）は、2008年10月13日から毎週月曜（毎週日曜深夜） 0:00～0:30にBSフジで放送されたテレビドラマである。全7話。

## 登場人物

### レギュラー
志賀廣太郎
小林大介

## ストーリー

### episode.1「エスプレッソの苦み」
- 一色美奈子 - 中村ゆり
- 木下秋英 - 志賀廣太郎
- 喫茶店の客 - 小林大介

### episode.2「絵本の記憶」
- 野々村葵 - 岩田さゆり
- 脇川清 - 志賀廣太郎
- 学生役 - 小林大介

### episode.3「ノミの憂鬱」
- 荻野由香 - 福田萌
- 柴田和典 - 志賀廣太郎
- 研究生役 - 小林大介

### episode.4「ダジャレの効能」
- 湯村涼子 - 野波麻帆
- 北村徹 - 志賀廣太郎
- 居酒屋店員 - 小林大介

### episode.5「ラテンの研修」
- 林田真奈美 - 倉科カナ
- 吉山じゅんぺー - 志賀廣太郎
- 入院中の患者 - 小林大介

### episode.6「キャバクラの猫」
- フウカ - 平田薫
- 寺田忠義 - 志賀廣太郎
- IT企業の社長 - 小林大介

### episode.7「柊の葉っぱ」
- 柊杏子 - 浅見れいな
- 鴻巣喜一 - 志賀廣太郎
- 小料理屋の大将 - 小林大介

## スタッフ
- 企画：アットムービー
- 監督：片岡K
- プロデュース：森谷雄、今泉潤
- 脚本：永野たかひろ
- 音楽：Rita-iota
- 制作プロダクション：アットムービー・クリエイティヴ

## その他
- 制作プロダクションのアットムービーは「THE3名様」シリーズも手がけており、主演の志賀廣太郎・各回登場する小林大介ともTHE3名様に出演している。
"「THE3名様」公式ブログでは"「THE3名様」3周年記念企画"としてこのドラマを取り上げているものの、ストーリーその他に直接の関係性はない。
- このドラマの制作スタッフ及びヒロイン3人（浅見れいな・中村ゆり・野波麻帆）は、2009年テレビ東京系で放送された『セレぶり3』も手がけることになる。